# Curling la Jocurile Olimpice de iarnă din 2014
Probele sportive de curling la Jocurile Olimpice de iarnă din 2014 s-au desfășurat în perioada 10-21 februarie 2014 la Soci, Rusia, la Centrul de curling Ice Cube. A fost a șasea oară când curlingul s-a aflat în programul olimpic. În turneul masculin cât și în cel feminin au concurat 10 națiuni.

## Sumar medalii

### Clasament pe țări
| Loc   | Țară           | Aur | Argint | Bronz | Total |
| ----- | -------------- | --- | ------ | ----- | ----- |
| 1     | Canada         | 2   | 0      | 0     | 2     |
| 2     | Marea Britanie | 0   | 1      | 1     | 2     |
| 3     | Suedia         | 0   | 1      | 1     | 2     |
| Total | Total          | 2   | 2      | 2     | 6     |

### Probe sportive
| Turneu   | Aur                                                                                       | Argint | Bronz                                                                                             |
| Masculin | Canada (CAN) · Brad Jacobs · Ryan Fry · E. J. Harnden · Ryan Harnden · Caleb Flaxey       | Marea Britanie (GBR) · David Murdoch · Greg Drummond · Scott Andrews · Michael Goodfellow · Tom Brewster         | Suedia (SWE) · Niklas Edin · Sebastian Kraupp · Fredrik Lindberg · Viktor Kjaell · Oskar Eriksson |
| Feminin  | Canada (CAN) · Jennifer Jones · Kaitlyn Lawes · Jill Officer · Dawn McEwen · Kirsten Wall | Suedia (SWE) · Margaretha Sigfridsson · Maria Prytz · Christina Bertrup · Maria Wennerström · Agnes Knochenhauer | Marea Britanie (GBR) · Eve Muirhead · Anna Sloan · Vicki Adams · Claire Hamilton · Lauren Gray    |

## Țări participante
12 națiuni au participat în turneele masculine și feminine la curling. Numărul de sportivi din delegație sunt în paranteze. Coreea de Sud și-a făcut debutul în curlingul olimpic.
| - Canada (10) - China (10) - Coreea de Sud (5) - Danemarca (10) - Elveția (10) - Germania (5) | - Japonia (5) - Marea Britanie (10) - Norvegia (5) - Rusia (10) - Statele Unite ale Americii (10) - Suedia (10) |

### Calificare
Calificările la turneul olimpic de curling au fost organizate prin două metode. Națiunile se puteau califica prin puncte obținute la Campionatele Mondiale de Curling din 2012 și 2013 sau printr-un eveniment de calificare organizat în toamna anului 2013. Rusia, ca țară organizatoare, a fost calificată automat. Așadar, atât la turneul masculin cât și la cel feminin participă 10 națiuni.

## Sumar rezultate

### Masculin

#### Sistem turneu
Competiția masculină de curling a început cu un sistem turneu, unde fiecare echipă a jucat contra celeilalte. Țările calificate au fost Canada, China, Danemarca, Elveția, Germania, Marea Britanie, Norvegia, Rusia, Statele Unite și Suedia. Primele echipe din sistemul turneu au fost calificate în runda finală a playoff-urilor.
Clasament
Rezultatele finale ale sistemului turneu
| Legendă | Legendă                                |
| ------- | -------------------------------------- |
|         | Echipe calificate în playoff-uri       |
|         | Echipe calificate în partide tie-break |

| Țară                       | Skip           | C | Î | PF | PA | End-uri câștigate | End-uri pierdute | Blank end-uri | End-uri furate | Procentaj reușite % |
| -------------------------- | -------------- | - | - | -- | -- | ----------------- | ---------------- | ------------- | -------------- | ------------------- |
| Suedia                     | Niklas Edin    | 8 | 1 | 60 | 44 | 38                | 30               | 18            | 8              | 86%                 |
| Canada                     | Brad Jacobs    | 7 | 2 | 69 | 53 | 39                | 36               | 14            | 7              | 84%                 |
| China                      | Liu Rui        | 7 | 2 | 67 | 50 | 41                | 37               | 11            | 5              | 85%                 |
| Norvegia                   | Thomas Ulsrud  | 5 | 4 | 52 | 53 | 36                | 33               | 18            | 5              | 86%                 |
| Marea Britanie             | David Murdoch  | 5 | 4 | 51 | 49 | 37                | 35               | 15            | 8              | 83%                 |
| Danemarca                  | Rasmus Stjerne | 4 | 5 | 54 | 61 | 32                | 37               | 17            | 4              | 81%                 |
| Rusia                      | Andrey Drozdov | 3 | 6 | 58 | 70 | 36                | 38               | 13            | 7              | 77%                 |
| Elveția                    | Sven Michel    | 3 | 6 | 47 | 46 | 31                | 34               | 22            | 7              | 83%                 |
| Statele Unite ale Americii | John Shuster   | 2 | 7 | 47 | 58 | 30                | 39               | 14            | 7              | 80%                 |
| Germania                   | John Jahr      | 1 | 8 | 53 | 74 | 38                | 39               | 10            | 9              | 76%                 |

Rezultate
| Echipă                     | Canada | China | Denmark | Germany | Great Britain | Norway | Russia | Sweden | Switzerland | United States | Record |
| -------------------------- | ------ | ----- | ------- | ------- | ------------- | ------ | ------ | ------ | ----------- | ------------- | ------ |
| Canada                     |        | 9–8   | 7–6     | 11–8    | 7–5           | 10–4   | 7–4    | 6–7    | 4–5         | 8–6           | 7–2    |
| China                      | 8–9    |       | 7–4     | 11–7    | 6–5           | 7–5    | 9–6    | 5–6    | 5–4         | 9–4           | 7–2    |
| Danemarca                  | 6–7    | 4–7   |         | 6–3     | 6–8           | 5–3    | 11–10  | 8–5    | 3–9         | 5–9           | 4–5    |
| Germania                   | 8–11   | 7–11  | 3–6     |         | 6–7           | 5–8    | 7–8    | 4–8    | 8–7         | 5–8           | 1–8    |
| Marea Britanie             | 5–7    | 5–6   | 8–6     | 7–6     |               | 6–7    | 7–4    | 4–8    | 4–2         | 5–3           | 5–4    |
| Norvegia                   | 4–10   | 5–7   | 3–5     | 8–5     | 7–6           |        | 9–8    | 4–5    | 5–3         | 7–4           | 5–4    |
| Rusia                      | 4–7    | 6–9   | 10–11   | 8–7     | 4–7           | 8–9    |        | 4–8    | 7–6         | 7–6           | 3–6    |
| Suedia                     | 7–6    | 6–5   | 5–8     | 8–4     | 8–4           | 5–4    | 8–4    |        | 7–5         | 6–4           | 8–1    |
| Elveția                    | 5–4    | 4–5   | 9–3     | 8–9     | 2–4           | 3–5    | 6–7    | 5–7    |             | 6–3           | 3–6    |
| Statele Unite ale Americii | 6–8    | 4–9   | 9–5     | 8–5     | 3–5           | 4–7    | 6–7    | 4–6    | 3–6         |               | 2–7    |

#### Playoff-uri
Primele echipe din sistemul turneu au fost aranjate în playoff-uri. A patra urnă a fost decisă de o partidă tie-break dintre Norvegia și Marea Britanie (5-6).
Toate orele sunt în Ora României (UTC+2).
|  | Semifinale     | Semifinale |   |        | Finala         | Finala |  |
|  |                |            |   |        |                |        |  |
|  |                |            |   |        |                |        |  |
|  | Suedia         | 5          |   |        |                |        |  |
|  | Marea Britanie | 6          |   |        |                |        |  |
|  |                |            |   |        |                |        |  |
|  |                |            |   |        |                |        |  |
|  |                |            |   |        | Marea Britanie | 3      |  |
|  |                | Canada     | 9 |        |                |        |  |
|  |                |            |   |        |                |        |  |
|  |                |            |   |        |                |        |  |
|  |                |            |   |        | Finala mică    |        |  |
|  |                |            |   |        |                |        |  |
|  | Canada         | 10         |   | Suedia | 6              |        |  |
|  | China          | 6          |   |        | China          | 4      |  |

Partida pentru medalia de bronz
Vineri, 21 februarie, 10:30
| Echipă        | 1 | 2 | 3 | 4 | 5 | 6 | 7 | 8 | 9 | 10 | 11 | Total |
| Suedia (Edin) | 0 | 1 | 0 | 1 | 0 | 0 | 1 | 0 | 0 | 1  | 2  | 6     |
| China (Liu)   | 0 | 0 | 1 | 0 | 0 | 2 | 0 | 0 | 1 | 0  | 0  | 4     |

| Procentaj jucători | Procentaj jucători | Procentaj jucători | Procentaj jucători |
| Suedia             | Suedia             | China              | China              |
| ------------------ | ------------------ | ------------------ | ------------------ |
| Viktor Kjäll       | 94%                | Zang Jialiang      | 86%                |
| Fredrik Lindberg   | 88%                | Ba Dexin           | 91%                |
| Sebastian Kraupp   | 76%                | Xu Xiaoming        | 81%                |
| Niklas Edin        | 94%                | Liu Rui            | 86%                |
| Total              | 88%                | Total              | 86%                |

Partida pentru medalia de aur
Vineri, 21 februarie, 15:30
| Echipă                   | 1 | 2 | 3 | 4 | 5 | 6 | 7 | 8 | 9 | 10 | Total |
| Marea Britanie (Murdoch) | 0 | 1 | 0 | 0 | 1 | 0 | 1 | 0 | X | X  | 3     |
| Canada (Jacobs)          | 2 | 0 | 3 | 1 | 0 | 2 | 0 | 1 | X | X  | 9     |

| Procentaj jucători | Procentaj jucători | Procentaj jucători | Procentaj jucători |
| Marea Britanie     | Marea Britanie     | Canada             | Canada             |
| ------------------ | ------------------ | ------------------ | ------------------ |
| Michael Goodfellow | 92%                | Ryan Harnden       | 94%                |
| Scott Andrews      | 67%                | E. J. Harnden      | 92%                |
| Greg Drummond      | 88%                | Ryan Fry           | 81%                |
| David Murdoch      | 69%                | Brad Jacobs        | 95%                |
| Total              | 79%                | Total              | 95%                |

### Feminin

#### Sistem turneu
Competiția feminină de curling a înceout cu un sistem turneu, unde fiecare echipă a jucat contra celeilalte. Țările calificate au fost Canada, China, Coreea de Sud, Danemarca, Elveția, Japonia, Marea Britanie, Rusia, Statele Unite și Suedia. Primele echipe din sistemul turneu au fost calificate în runda finală a playoff-urilor.
Clasament
Rezultatele finale ale sistemului turneu
| Legendă | Legendă                          |
| ------- | -------------------------------- |
|         | Echipe calificate în playoff-uri |

| Țară                       | Skip                   | C | Î | PF | PA | End-uri câștigate | Ends pierdute | Blank end-uri | End-uri furate | Procentaj % |
| -------------------------- | ---------------------- | - | - | -- | -- | ----------------- | ------------- | ------------- | -------------- | ----------- |
| Canada                     | Jennifer Jones         | 9 | 0 | 72 | 40 | 43                | 27            | 12            | 14             | 86%         |
| Suedia                     | Margaretha Sigfridsson | 7 | 2 | 58 | 52 | 37                | 35            | 13            | 7              | 80%         |
| Elveția                    | Mirjam Ott             | 5 | 4 | 63 | 60 | 37                | 38            | 13            | 7              | 78%         |
| Marea Britanie             | Eve Muirhead           | 5 | 4 | 74 | 58 | 39                | 35            | 9             | 11             | 80%         |
| Japonia                    | Ayumi Ogasawara        | 4 | 5 | 59 | 67 | 39                | 41            | 4             | 10             | 76%         |
| Danemarca                  | Lene Nielsen           | 4 | 5 | 57 | 56 | 34                | 40            | 12            | 9              | 78%         |
| China                      | Wang Bingyu            | 4 | 5 | 58 | 62 | 36                | 38            | 10            | 4              | 81%         |
| Coreea de Sud              | Kim Ji-sun             | 3 | 6 | 60 | 65 | 35                | 37            | 10            | 6              | 79%         |
| Rusia                      | Anna Sidorova          | 3 | 6 | 48 | 56 | 33                | 35            | 19            | 6              | 82%         |
| Statele Unite ale Americii | Erika Brown            | 1 | 8 | 42 | 75 | 33                | 40            | 8             | 5              | 76%         |

Rezultate
| Echipă                     | Canada | China | Denmark | Great Britain | Japan | Russia | South Korea | Sweden | Switzerland | United States | Record |
| -------------------------- | ------ | ----- | ------- | ------------- | ----- | ------ | ----------- | ------ | ----------- | ------------- | ------ |
| Canada                     |        | 9–2   | 8–5     | 9–6           | 8–6   | 5–3    | 9–4         | 9–3    | 8–5         | 7–6           | 9–0    |
| China                      | 2–9    |       | 6–9     | 7–8           | 5–8   | 7–5    | 11–3        | 7–6    | 6–10        | 7–4           | 4–5    |
| Danemarca                  | 5–8    | 9–6   |         | 8–7           | 3–8   | 4–7    | 7–4         | 6–7    | 6–7         | 9–2           | 4–5    |
| Marea Britanie             | 6–9    | 8–7   | 7–8     |               | 12–3  | 9–6    | 10–8        | 4–6    | 6–8         | 12–3          | 5–4    |
| Japonia                    | 6–8    | 8–5   | 8–3     | 3–12          |       | 8–4    | 7–12        | 4–8    | 9–7         | 6–8           | 4–5    |
| Rusia                      | 3–5    | 5–7   | 7–4     | 6–9           | 4–8   |        | 4–8         | 4–5    | 6–3         | 9–6           | 3–6    |
| Coreea de Sud              | 4–9    | 3–11  | 4–7     | 8–10          | 12–7  | 8–4    |             | 4–7    | 6–8         | 11–2          | 3–6    |
| Suedia                     | 3–9    | 6–7   | 7–6     | 6–4           | 8–4   | 5–4    | 7–4         |        | 9–8         | 7–6           | 7–2    |
| Elveția                    | 5–8    | 10–6  | 7–6     | 8–6           | 7–9   | 3–6    | 8–6         | 8–9    |             | 7–4           | 5–4    |
| Statele Unite ale Americii | 6–7    | 4–7   | 2–9     | 3–12          | 8–6   | 6–9    | 2–11        | 6–7    | 4–7         |               | 1–8    |

#### Playoff-uri
Primele echipe din sistemul turneu au fost aranjate în playoff-uri.
Toate orele sunt în Ora României (UTC+2).
|  | Semifinale     | Semifinale |   |                | Finala      | Finala |  |
|  |                |            |   |                |             |        |  |
|  |                |            |   |                |             |        |  |
|  | Canada         | 6          |   |                |             |        |  |
|  | Marea Britanie | 4          |   |                |             |        |  |
|  |                |            |   |                |             |        |  |
|  |                |            |   |                |             |        |  |
|  |                |            |   |                | Canada      | 6      |  |
|  |                | Suedia     | 3 |                |             |        |  |
|  |                |            |   |                |             |        |  |
|  |                |            |   |                |             |        |  |
|  |                |            |   |                | Finala mică |        |  |
|  |                |            |   |                |             |        |  |
|  | Suedia         | 7          |   | Marea Britanie | 6           |        |  |
|  | Elveția        | 5          |   |                | Elveția     | 5      |  |

Partida pentru medalia de bronz
Joi, 20 februarie, 10:30
| Echipă                    | 1 | 2 | 3 | 4 | 5 | 6 | 7 | 8 | 9 | 10 | Total |
| Marea Britanie (Muirhead) | 0 | 0 | 1 | 0 | 2 | 0 | 0 | 2 | 0 | 1  | 6     |
| Elveția (Ott)             | 0 | 2 | 0 | 1 | 0 | 1 | 0 | 0 | 1 | 0  | 5     |

| Procentaj jucători | Procentaj jucători | Procentaj jucători | Procentaj jucători |
| Marea Britanie     | Marea Britanie     | Elveția            | Elveția            |
| ------------------ | ------------------ | ------------------ | ------------------ |
| Claire Hamilton    | 91%                | Janine Greiner     | 78%                |
| Vicki Adams        | 74%                | Carmen Küng        | 81%                |
| Anna Sloan         | 74%                | Carmen Schaefer    | 73%                |
| Eve Muirhead       | 89%                | Mirjam Ott         | 85%                |
| Total              | 82%                | Total              | 79%                |

Partida pentru medalia de aur
Joi, 20 februarie, 15:30
| Echipă               | 1 | 2 | 3 | 4 | 5 | 6 | 7 | 8 | 9 | 10 | Total |
| Canada (Jones)       | 1 | 0 | 0 | 2 | 0 | 0 | 0 | 1 | 2 | X  | 6     |
| Suedia (Sigfridsson) | 0 | 1 | 0 | 0 | 2 | 0 | 0 | 0 | 0 | X  | 3     |

| Procentaj jucători | Procentaj jucători | Procentaj jucători     | Procentaj jucători |
| Canada             | Canada             | Suedia                 | Suedia             |
| ------------------ | ------------------ | ---------------------- | ------------------ |
| Dawn McEwen        | 99%                | Margaretha Sigfridsson | 94%                |
| Jill Officer       | 76%                | Maria Wennerström      | 88%                |
| Kaitlyn Lawes      | 68%                | Christina Bertrup      | 79%                |
| Jennifer Jones     | 88%                | Maria Prytz            | 85%                |
| Total              | 82%                | Total                  | 86%                |